# Гёйдере (Кельбаджарский район)
Гёйдере (азерб. Göydərə) — село  в Истибулагском сельском административно-территориальном округе Кельбаджарского района Азербайджана.

## География
Расположено в предгорной территории.

## История
По информации местных жителей, населенный пункт был основан в XIX веке семьями, приехавшими из села Кильсяли этого же района.
В ходе Карабахской войны село перешло под контроль непризнанной НКР, под контролем которой село находилось с начала 1990-х годов до ноября 2020 года.
25 ноября 2020 года на основании трёхстороннего соглашения между Азербайджаном, Арменией и Россией от 10 ноября 2020 года Кельбаджарский район возвращён под контроль Азербайджана. В ноябре 2021 года минобороны Азербайджана опубликовало видеокадры из села Гёйдере.

## Население
После армяно-азербайджанского конфликта, население села вынуждено было переселиться в разные районы Азербайджана.